# ICD-10 klinična sprememba
Mednarodna klasifikacija bolezni, 10. revizija, klinična sprememba (ICD-10-CM), ki jo zagotavljajo centri za Medicare in Medicaid Services (CMS) in Nacionalni center za zdravstveno statistiko (NCHS), za medicinsko kodiranje in poročanje v Združenih državah.  ICD-10-CM je klasifikacija obolevnosti za razvrščanje diagnoz in razloge za vizite v vseh ameriških zdravstvenih ustanovah.  ICD-10-CM temelji na ICD-10, statistični klasifikaciji bolezni, ki jo je objavila Svetovna zdravstvena organizacija (WHO) in ki nadomešča ICD-9 . 

## Konvencije
Splošna pravila za uporabo smernic.  Vgrajena so v ICD-10-CM kot instrzktorske pripombe. 

### Raven podrobnosti pri kodiranju
Kode za diagnozo ICD-10-CM je treba uporabljati in poročati z najvišjim številom razpoložljivih števk na voljo.  Sestavljajo jih kode s 3, 4, 5, 6 ali 7 števkami.  Tri števke se uporabljajo za glavo kodne kategorije, ki se lahko deli dalje z uporabo četrte in / ali pete števke (pred decimalnim mestom, npr.   A00.1 Kolera zaradi Vibrio cholerae 01, biovar eltor), kar omogoča večjo podrobnost.  Koda je neveljavna, če ni kodirana na polno število za to kodo zahtevanih znakov, če potrebno, vključno s sedmim znakom. 
Nekatere kode zahtevajo uporabo sedmega znaka za kode v poglavjih M, O, R, S, T, V, W, X, Y. Če je v kodi manj kot šest znakov (decimalno ločilo ne šteje), se uporabi ograda "x", tako da je sedmi znak vedno na sedmem mestu.  Znak "A" (za začetno srečanje) je na sedmem mestu v "S03.4xxA Izpah čeljusti, začetno srečanje". 

### Izključujoče opombe
ICD-10-CM ima dve vrsti opomb za izključitev. 
- Izključitev 1 - Navaja, da se izključena koda ne sme nikoli uporabiti hkrati s kodo v tem razdelku
- Izključitev 2 - Navaja, da izključeno stanje ni del stanja, ki ga koda predstavlja, vendar pa ima bolnik lahko obe

## POGLAVJE I - Nekatere infekcijske in parazitske bolezni (A00-B99)
To poglavje vsebuje naslednje bloke: 
- A00-A09 Črevesne nalezljive bolezni
- A15-A19 Tuberkuloza
- A20-A28 Določene zoonotske bakterijske bolezni
- A30-A49 Druge bakterijske bolezni
- A50-A64 Okužbe s pretežno spolnim načinom prenosa
- A65-A69 Druge spirohetalne bolezni
- A70-A74 Druge bolezni, ki jih povzroča klamidija
- A75-A79 Rickettsioze
- A80-A89 Virusne okužbe centralnega živčnega sistema
- A90-A99 Virusne mrzlice, ki jih povzročajo členkonožci, in virusne hemoragične mrzlice
- B00-B09 Virusne okužbe, za katere so značilne poškodbe kože in sluznice
- B10➞ Drugi humani herpes virusi
- B15-B19 Virusni hepatitis
- B20 Bolezen virusa človeške imunske pomanjkljivosti [HIV]
- B25-B34 Druge virusne bolezni
- B35-B49 Mikoze
- B50-B64 Protozojske bolezni
- B65-B83 Helmintiaze
- B85-B89 Pedikuloza, akariaza in druge infestacije
- B90-B94 Posledice nalezljivih in parazitskih bolezni
- B95-B97 Bakterijska, virusna in druga infekcijska sredstva
- B99 Druge nalezljive bolezni

## POGLAVJE II - Neoplazme (C00-D49)
To poglavje vsebuje naslednje široke skupine novotvorb: 
- C00-C75 Maligne neoplazme, ugotovljeno ali domnevno primarne (na določenih mestih), in nekatere določene histologije, z izjemo nevroendokrinih in limfoidnih, hematopoetskih in sorodnih tkiv

- C00-C14 Maligne neoplazme ustnic, ustne votline in žrela
- C15-C26 Maligne neoplazme prebavil
- C30-C39 Maligne novotvorbe dihalnih in intratorakalnih organov
- C40-C41 Maligne neoplazme kosti in sklepnega hrustanca
- C43-C44 Maligne neoplazme kože
- C45-C49 Maligne neoplazme mezotelnih in mehkih tkiv
- C50 Maligne neoplazme dojk
- C51-C58 Maligne neoplazme ženskih spolnih organov
- C60-C63 Maligne neoplazme moških spolnih organov
- C64-C68 Maligne novotvorbe sečil
- C69-C72 Maligne neoplazme očesa, možganov in drugih delov osrednjega živčevja
- C73-C75 Maligne neoplazme ščitnice in drugih žlez z notranjim izločanjem

- C7a Maligni nevroendokrini tumorji
- C7b Sekundarni nevroendokrini tumorji
- C76-C80 Maligne neoplazme slabo opredeljenih, drugih sekundarnih in nedoločenih območij
- C81-C96 Maligne novotvorbe limfoidnih, hematopoetskih in sorodnih tkiv
- D00-D09 Neoplazme in situ
- D10-D36 Benigne neoplazme, razen benignih nevroendokrinih tumorjev
- D3a Benigni nevroendokrini tumorji
- D37-D48 Neoplazme negotovega vedenja, policitemija vera in mielodisplastični sindromi
- D49 Neoplazme nedoločenega vedenja

## POGLAVJE III - Bolezni krvi in krvotvornih organov ter nekatere bolezni, ki vključujejo imunski mehanizem (D50-D89)
To poglavje vsebuje naslednje bloke: 
- D50-D53 Prehranske anemije
- D55-D59 Hemolitične anemije
- D60-D64 Aplastične in druge anemije in drugi sindromi odpovedi kostnega mozga
- D65-D69 Pomanjkljivosti koagulacije, purpura in druga hemoragična stanja
- D70-D77 Druge motnje krvi in krvotvornih organov
- D78 Intraoperativni in postproceduralni zapleti vranice
- D80-D89 Nekatere motnje, ki vključujejo imunski mehanizem

## POGLAVJE IV - Endokrine, prehranske in presnovne bolezni (E00-E90)
To poglavje vsebuje naslednje bloke: 
- E00-E07 Motnje ščitnice
- E08-E13 Diabetes mellitus
- E15-E16 Druge motnje regulacije glukoze in notranjega izločanja trebušne slinavke
- E20-E35 Motnje drugih endokrinih žlez
- E36 Intraoperativni zapleti endokrinega sistema
- E40-E46 Podhranjenost
- E50-E64 Druge pomanjkljivosti v prehrani
- E65-E68 Prekomerna telesna teža, debelost in druge vrste hiperalimentacije
- E70-E88 Presnovne motnje
- E89 Postproceduralni endokrini in presnovni zapleti in motnje, ki niso navedeni drugje

## POGLAVJE V - Duševne in vedenjske motnje (F01-F99)
To poglavje vsebuje naslednje bloke: 
- F01-F09 Duševne motnje zaradi znanih fizioloških stanj
- F10-F19 Duševne in vedenjske motnje zaradi uporabe psihoaktivnih snovi
- F20-F29 Shizofrenija, shizotipne in prividne motnje ter druge ne-razpoloženjske psihotične motnje
- F30-F39 [afektivne] Motnje razpoloženja
- F40-F48 Anksioznost, disociativna, povezana s stresom, somatoformna in druge nepsihotične duševne motnje
- F50-F59 Vedenjski sindromi, povezani s fiziološkimi motnjami in fizičnimi dejavniki
- F60-F69 Bolezni osebnosti in vedenja odraslih
- F70-F79 Duševna zaostalost
- F80-F89 Pervazivne in specifične razvojne motnje
- F90-F98 Vedenjske in čustvene motnje z nastopom običajno v otroštvu in adolescenci
- F99 Nespecificirana duševna motnja

## POGLAVJE VI - Bolezni živčevja (G00-G99)
To poglavje vsebuje naslednje bloke: 
- G00-G09 Vnetne bolezni centralnega živčnega sistema
- G10-G14 Sistemske atrofije, ki primarno prizadenejo osrednje živčevje
- G20-G26 Ekstrapiramidne in gibalne motnje
- G30-G32 Druge degenerativne bolezni živčnega sistema
- G35-G37 Demijelinacijske bolezni centralnega živčnega sistema
- G40-G47 Epizodične in paroksizmalne motnje
- G50-G59 Bolezni živcev, živčnih korenin in pleksusa
- G60-G64 Polineuropatije in druge motnje perifernega živčnega sistema
- G70-G73 Bolezni mioneuralnega spoja in mišic
- G80-G83 Cerebralna paraliza in drugi paralitični sindromi
- G89-G99 Druge motnje živčnega sistema

## POGLAVJE VII - Bolezni očesa in adneksov (H00-H59)
To poglavje vsebuje naslednje bloke: 
- H00-H05 Motnje vek, solznega sistema in orbite
- H10-H11 Motnje veznice
- H15-H22 Motnje sklere, roženice, šarenice in cilarnega telesa
- H25-H28 Motnje leče
- H30-H36 Motnje žilnice in mrežnice
- H40-H42 Glavkom
- H43-H44 Motnje steklastega telesa in globusa
- H46-H47 Motnje vidnega živca in vidnih poti
- H49-H52 Bolezni očesnih mišic, binokularnega gibanja, akomodacije in refrakcije
- H53-H54 Motnje vida in slepota
- H55-H57 Druge motnje očesa in adneksov
- H59 Intraoperacijski in postproceduralni zapleti in motnje očesa in adneksov, ki niso uvrščeni drugje

## POGLAVJE VIII - Bolezni ušesa in mastoidnega procesa (H60-H95)
To poglavje vsebuje naslednje bloke: 
- H60-H62 Bolezni zunanjega ušesa
- H65-H75 Bolezni srednjega ušesa in mastoida
- H80-H83 Bolezni notranjega ušesa
- H90-H94 Druge motnje ušesa
- H95 Intraoperacijski in postproceduralni zapleti in motnje ušesnega in mastoidnega procesa, ki niso navedeni drugje

## POGLAVJE IX - Bolezni obtočil (I00-I99)
- I00-I02 Akutna revmatska przlica
- I05-I09 Kronične revmatske bolezni srca
- I10-I15 Hipertenzivne bolezni
- I20-I25 Ishemične bolezni srca
- I26-I28 Pljučna srčna bolezen in bolezni pljučnega obtoka
- I30-I52 Druge oblike bolezni srca
- I60-I69 Cerebrovaskularne bolezni
- I70-I79 Bolezni arterij, arteriol in kapilar
- I80-I89 Bolezni žil, limfnih žil in bezgavk, ki niso uvrščene drugje
- I95-I99 Druge in nespecifične motnje obtočil

## POGLAVJE X - Bolezni dihal (J00-J99)
- J00-J06 Akutne okužbe zgornjih dihal
- J09-J18 Gripa in pljučnica
- J20-J22 Druge akutne infekcije spodnjih dihal
- J30-J39 Druge bolezni zgornjih dihal
- J40-J47 Kronične bolezni spodnjih dihal
- J60-J70 Bolezni pljuč zaradi zunanjih dejavnikov
- J80-J84 Druge bolezni dihal, ki vplivajo predvsem na intersticij
- J85-J86 Gnojna in nekrotična stanja spodnjih dihal
- J90-J94 Druge bolezni pljuč
- J95 Intraoperacijski in postproceduralni zapleti in motnje dihal, ki niso uvrščeni drugje
- J96-J99 Druge bolezni dihal

## POGLAVJE XI - Bolezni prebavil (K00-K93)
To poglavje vsebuje naslednje bloke: 
- K00-K14 Bolezni ustne votline in žlez slinavk
- K20-K31 Bolezni požiralnika, želodca in dvanajstnika
- K35-K38 Bolezni slepega črevesa
- K40-K46 Kila
- K50-K52 Neinfektivni enteritis in kolitis
- K55-K63 Druge bolezni črevesja
- K65-K68 Bolezni peritoneuma in retroperitoneuma
- K70-K77 Bolezni jeter
- K80-K87 Motnje žolčnika, žolčevodov in trebušne slinavke
- K90-K94 Druge bolezni prebavnega sistema

## POGLAVJE XII - Bolezni kože in podkožja (L00-L99)
To poglavje vsebuje naslednje bloke: 
- L00-L08 Okužbe kože in podkožnega tkiva
- L10-L14 Bulaste motnje
- L20-L30 Dermatitis in ekcem
- L40-L45 Papuloskvamozne motnje
- L49-L54 Urtikarija in eritem
- L55-L59 S sevanjem povezane motnje kože in podkožnega tkiva
- L60-L75 Motnje kožnih priveskov
- L76 Intraoperativni in postproceduralni zapleti kože in podkožnega tkiva
- L80-L99 Druge motnje na koži in podkožju

## POGLAVJE XIII - Bolezni mišično-skeletnega sistema in vezivnega tkiva (M00-M99)
To poglavje vsebuje naslednje bloke: 
- M00-M02 Infekcijske artropatije
- M05-M14 Vnetne poliartropatije
- M15-M19 Osteoartritis
- M20-M25 Druge motnje sklepov
- M26-M27 Dentofacialne anomalije [vključno z malokluzijo] in druge motnje čeljusti
- M30-M36 Sistemske bolezni vezivnega tkiva
- M40-M43 Deformirajoče dorzopatije
- M45-M49 Spondilopatije
- M50-M54 Druge dorzopatije
- M60-M63 Motnje v mišicah
- M65-M67 Motnje sinovija in kit
- M70-M79 Druge bolezni mehkih tkiv
- M80-M85 Motnje kostne gostote in strukture
- M86-M90 Druge osteopatije
- M91-M94 Hondropacije
- M95 Druge bolezni mišično-skeletnega sistema in vezivnega tkiva
- M96 Intraoperacijski in postproceduralni zapleti in motnje kostno-mišičnega sistema, ki niso navedeni drugje
- M99 Biomehanske lezije, ki niso uvrščene drugje

## POGLAVJE XIV - Bolezni rodil in sečil (N00-N99)
To poglavje vsebuje naslednje bloke: 
- N00-N08 Glomerularne bolezni
- N10-N16 Ledvične tubulo-intersticijske bolezni
- N17-N19 Akutna odpoved ledvic in kronična ledvična bolezen
- N20-N23 Urolitiaza
- N25-N29 Druge motnje ledvic in sečevoda
- N30-N39 Druge bolezni sečil
- N40-N51 Bolezni moških spolnih organov
- N60-N65 Motnje dojk
- N70-N77 Vnetne bolezni ženskih medeničnih organov
- N80-N98 Nevnetne motnje ženskega genitalnega trakta 
  - N90.810 Status pohabljanja ženskih spolnih organov, nedoločen
  - N90.811 Pohabljanje ženskih spolnih organov Status tip I
  - N90.812 Pohabljanje ženskih spolnih organov Status tip II
  - N90.813 Pohabljanje ženskih spolnih organov Status tip III
  - N90.818 Drug status pohabljanja ženskih spolnih organov
- N99 Intraoperacijski in postproceduralni zapleti in motnje sečil, ki niso uvrščene drugje

## POGLAVJE XV - Nosečnost, porod in puerperium (O00-O99)
Opomba: KODE IZ TEGA POGLAVJA SE UPORABLJAJO SAMO V MATERINI, NIKOLI PA NE V OTROKOVI EVIDENCI 
To poglavje vsebuje naslednje bloke: 
- O00-O08 Nosečnost z neuspešnim izidom
- O09 Nadzor nad visoko rizično nosečnostjo
- O10-O16 Edem, proteinurija in hipertenzivne motnje v nosečnosti, ob rojstvu in v puerperiju
- O20-O29 Druge bolezni mater, pretežno povezane z nosečnostjo
- O30-O48 Nega mater, povezana s plodom in amniotično votlino ter morebitnimi težavami pri porodu
- O60-O77 Zapleti in porod
- O80, O82 Srečanje za porod
- O85-O92 Zapleti, pretežno povezani s puerperijem
- O94-O9A Druge porodne bolezni, ki niso uvrščene drugje

## POGLAVJE XVI - Nekatera stanja, do katerih pride v perinatalem obdobju (P00-P96)
Opomba: KODE IZ TEGA POGLAVJA SE UPORABLJAJO SAMO V DOKUMENTACIJI MATERE, NIKOLI NE V OTROKOVI DOKUMENTACIJI  
To poglavje vsebuje naslednje bloke: 
- P00-P04 Novorojenčki, ki so jih prizadeli materinski dejavniki in zapleti nosečnosti, porodnih krčev in poroda
- P05-P08 Motnje, povezane z dolžino nosečnosti in rastjo ploda
- P09 Nenormalne ugotovitve ob neonatalnem presejanju
- P10-P15 Porodna travma
- P19-P29 Bolezni dihal in srca in ožilja, značilne za perinatalno obdobje
- P35-P39 Infekcije, značilne za perinatalno obdobje
- P50-P61 Hemoragične in hematološke motnje novorojenčka
- P70-P74 Prehodne endokrine in presnovne motnje, značilne za novorojenčka
- P76-P78 Bolezni prebavil novorojenčka
- P80-P83 Pogoji, ki vključujejo regeneracijo in regulacijo temperature novorojenčka
- P84 Druge težave z novorojenčkom
- P90-P96 Druge motnje, ki izvirajo iz perinatalnega obdobja

## POGLAVJE XVII - Prirojene deformacije, deformacije in kromosomske nepravilnosti (Q00-Q99)
Opomba: KODE IZ TEGA POGLAVJA NISO ZA UPORABO V EVIDENCI MATERE ALI PLODA 
- Q00-Q07 Prirojene malformacije živčnega sistema
- Q10-Q18 Prirojene malformacije očesa, ušesa, obraza in vratu
- Q20-Q28 Prirojene malformacije obtočnega sistema
- Q30-Q34 Prirojene deformacije dihalnega sistema
- Q35-Q37 Razcepljena ustnica in razcepljeno nebo
- Q38-Q45 Druge prirojene deformacije prebavnega sistema
- Q50-Q56 Prirojene malformacije spolnih organov
- Q60-Q64 Prirojene malformacije urinarnega sistema
- Q65-Q79 Prirojene malformacije in deformacije mišično-skeletnega sistema
- Q80-Q89 Druge prirojene malformacije
- Q90-Q99 Kromosomske nepravilnosti, ki niso uvrščene drugje

## POGLAVJE XVIII - Simptomi, znaki in nenormalni klinični in laboratorijski izvidi, ki niso uvrščeni drugje (R00-R99)
To poglavje vsebuje naslednje bloke: 
- R00-R09 Simptomi in znaki, ki se tičejo obtočnega in dihalnega sistema
- R10-R19 Simptomi in znaki, ki tičejo prebavnega  sistema in trebuha
- R20-R23 Simptomi in znaki kože in podkožja
- R25-R29 Simptomi in znaki, ki se tičejo živčnega in mišično-skeletnega sistema
- R30-R39 Simptomi in znaki, ki se tičejo sečil
- R40-R46 Simptomi in znaki, ki vključujejo spoznanje, zaznavanje, čustveno stanje in vedenje
- R47-R49 Simptomi in znaki, ki se tičejo govora in glasu
- R50-R69 Splošni simptomi in znaki
- R70-R79 Nenormalne ugotovitve o pregledu krvi, brez diagnoze
- R80-R82 Nenormalne ugotovitve pri pregledu urina, brez diagnoze
- R83-R89 Nenormalne ugotovitve o pregledu drugih telesnih tekočin, snovi in tkiv, brez diagnoze
- R90-R94 Nenormalne ugotovitve o diagnostičnem slikanju in študijah delovanja, brez diagnoze
- R97 Nenormalni tumorski markerji
- R99 Slabo opredeljen in neznan vzrok smrtnosti

## POGLAVJE XIX - Poškodbe, zastrupitve in nekatere druge posledice zunanjih vzrokov (S00-T98)
To poglavje vsebuje naslednje bloke: 
- S00-S09 Poškodbe glave
- S10-S19 Poškodbe vratu
- S20-S29 Poškodbe prsnega koša
- S30-S39 Poškodbe trebuha, spodnjega dela hrbta, ledvene hrbtenice, medenice in zunanjih spolovil
- S40-S49 Poškodbe rame in nadlakti
- S50-S59 Poškodbe komolca in podlaktice
- S60-S69 Poškodbe zapestja in roke
- S70-S79 Poškodbe kolka in stegna
- S80-S89 Poškodbe kolena in spodnjega dela noge
- S90-S99 Poškodbe gležnja in stopala
- T07 Nespecificirane večkratne poškodbe
- T14 Poškodbe nespecificiranega dela telesa
- T15-T19 Učinki tujka, ki vstopajo skozi naravno odprtino
- T20-T32 Opekline in korozije
- T33-T34 Ozebline
- T36-T50 Zastrupitev s škodljivimi učinki in prenizkim odmerkom drog, zdravil in bioloških snovi
- T51-T65 Strupeni učinki snovi, ki so večinoma ne-zdravstvenega izvora
- T66-T78 Drugi in nenavedeni učinki zunanjih vzrokov
- T79 Nekateri zgodnji zapleti travme
- T80-T88 Komplikacije kirurške in medicinske oskrbe, ki niso uvrščene drugje

## POGLAVJE XX - Zunanji vzroki obolevnosti (V01-Y99)
- V00-X58 Nesreče
- V00-V99 Prometne nesreče
- V00-V09 Pešec, poškodovan v prometni nesreči
- V10-V19 Kolesar, poškodovan v prometni nesreči
- V20-V29 Voznik motornega kolesa, poškodovan v prometni nesreči
- V30-V39 Potnik trikolesnega motornega vozila, poškodovan v prometni nesreči
- V40-V49 Potnik v avtomobilu, poškodovan v prometni nesreči
- V50-V59 Potnik v kombiju ali tovornjaku, poškodovan v prometni nesreči
- V60-V69 Potnik težkega transportnega vozila, poškodovan v prometni nesreči
- V70-V79 Potnik v avtobusu, poškodovan v prometni nesreči
- V80-V89 Druge nesreče v kopenskem transportu
- V90-V94 Nezgode pri transportu po vodah
- V95-V97 Nesreče v zračnem in vesoljskem prometu
- V98-V99 Druge in nedoločene prometne nesreče
- W00-X58 Drugi zunanji vzroki nenamernih poškodb
- W00-W19 Zdrs, spotikanje, opotek in padci
- W20-W49 Izpostavljenost neživim mehanskim silam
- W50-W64 Izpostavljenost mehanskim silam
- W65-W74 Nenamerna utopitev in potopitev
- W85-W99 Izpostavljenost električnemu toku, sevanju in ekstremni temperaturi in tlaku zunanjega zraka
- X00-X08 Izpostavljenost dimu, ognju in plamenom
- X10-X19 Stik s toploto in vročimi snovmi
- X30-X39 Izpostavljenost naravnim silam
- X52, X58 Nenamerna izpostavljenost drugim določenim dejavnikom
- X71-X83 Namerno samopoškodovanje
- X92-Y08 Napad
- Y21-Y33 Dogodek nedoločenega namena
- Y35-Y38 Pravna intervencija, operacije vojne, vojaške operacije in terorizem
- Y62-Y84 Zapleti medicinske in kirurške oskrbe
- Y62-Y69 Zloraba bolnikov med kirurško in medicinsko oskrbo
- Y70-Y82 Medicinske naprave, povezane z neželenimi dogodki v diagnostični in terapevtski uporabi
- Y83-Y84 Kirurški in drugi medicinski postopki kot vzrok nenormalne reakcije pacienta ali poznejšega zapleta, brez omembe nezgode v času postopka
- Y90-Y99 Dodatni dejavniki, povezani z vzroki obolevnosti, ki so razvrščeni drugje

## POGLAVJE XXI - Dejavniki, ki vplivajo na zdravstveno stanje in stik z zdravstvenimi službami (Z00-Z99)
To poglavje vsebuje naslednje bloke: 
- Z00-Z13 Osebe, ki se srečujejo z zdravstvenimi službami za pregled in preiskavo
- Z14-Z15 Genetski nosilec in genetska dovzetnost za bolezni
- Z16 Okužba z mikroorganizmi, odpornimi na zdravila
- Z17 Status estrogenskega receptorja
- Z20-Z28 Osebe s potencialnimi nevarnostmi za zdravje zaradi nalezljivih bolezni
- Z30-Z39 Osebe, ki se srečujejo z zdravstvenimi storitvami v okoliščinah, povezanih z razmnoževanjem
- Z40-Z53 Osebe, ki se srečujejo z zdravstvenimi službami za posebne postopke in zdravstveno varstvo
- Z55-Z65 Osebe s potencialnimi nevarnostmi za zdravje, povezane s socialno-ekonomskimi in psihosocialnimi okoliščinami
- Z66 Status Ne oživljati [DNR]
- Z67 Krvna skupina
- Z68 Indeks telesne mase (BMI)
- Z69-Z76 Osebe, ki se srečujejo z zdravstvenimi storitvami v drugih okoliščinah
- Z77-Z99 Osebe s potencialno nevarnostjo za zdravje, povezano z družinsko in osebno zgodovino ter nekaterimi pogoji, ki vplivajo na zdravstveno stanje

## 7. znak
Vsaki kodi iz kategorije je treba dodati ustrezen sedmi znak. 

### M1A
- 0 brez tophusa (tophi)
- 1 s tophusom (tophi)

### M48.4 - M48.5
- A Začetno srečanje za zlom
- D Naknadno srečanje zaradi zloma z rutinskim zdravljenjem
- G Naknadno srečanje zaradi zloma z zakasnjenim zdravljenjem
- S Posledice zloma

### M80, M84.3 - M84.6
- A Začetno srečanje za zlom
- D Naknadno srečanje zaradi zloma z rutinskim zdravljenjem
- G Naknadno srečanje zaradi zloma z zakasnjenim zdravljenjem
- K Naknadno srečanje zaradi zloma z ne-zraslostjo
- P Naknadno srečanje zloma s slabo zraslostjo
- S Posledica

### O31 - O32, O33.4 - O33.7, O35 - O41, O60.1 - O60.2, O64, O69
7. znak 0 je za posamezne nosečnosti in večplodne nosečnosti, kjer je plod nedoločen. Sedem znakov od 1 do 9 so primeri večkratne nosečnosti za identifikacijo zarodka, za katerega velja koda. 
- 0 ne pride v poštev ali ni navedeno
- 1 plod 1
- 2 plod 2
- 3 plod 3
- 4 plod 4
- 5 plod 5
- 9 drugi plod

### R40.21, R40.22, R40.23
- 0 nedoločen čas
- 1 v polju [EMT ali reševalno vozilo]
- 2 ob prihodu na oddelek za nujno pomoč
- 3 ob sprejemu v bolnišnico
- 4 24 ur ali več po sprejemu v bolnišnico

### S00 - S78
- A Začetno srečanje
- D Naknadno srečanje
- S Posledica

### S79.0, S79.1
Zlom, ki ni označen kot odprt ali zaprt, je treba kodirati  kot zaprt 
- A Začetno srečanje za zlom
- D Naknadno srečanje zaradi zloma z rutinskim zdravljenjem
- G Naknadno srečanje zaradi zloma z zakasnjenim zdravljenjem
- K Naknadno srečanje zaradi zloma z ne-zraslostjo
- P Naknadno srečanje zloma s slabo zraslostjo
- S Posledica

### S79.8, S79.9, S80 - S81, S83 - S88, S89.8, S89.9, S90 - S99
- A Začetno srečanje
- D Naknadno srečanje
- S Posledica

### S82
Zlom, ki ni označen kot odprt ali zaprt, je treba kodirati kot zaprt. 
Oznake za odprti zlom  temeljijo na odprti razvrstitvi za zlome Gustilo 
- A Začetno srečanje za zaprti zlom
- B Začetno srečanje pri odprtem zlomu tipa I ali II začetno srečanje za odprti zlom NOS
- C Začetno srečanje za odprti zlom tipa IIIA, IIIB ali IIIC
- D Naknadno srečanje za zaprti zlom z rutinskim zdravljenjem
- E Naknadno srečanje za odprti zlom tipa I ali II z rutinskim zdravljenjem
- F Naknadno srečanjeu za odprti zlom tipa IIIA, IIIB ali IIIC z rutinskim zdravljenjem
- G Naknadno srečanje za zaprti zlom z zapoznelimzdravljenjem
- H Naknadno srečanje za odprti zlom tipa I ali II z zapoznelim zdravljenjem
- J Naknadno srečanje za odprti zlom tipa IIIA, IIIB ali IIIC z zapoznelim zdravljenjem
- K Naknadno srečanje za odprti zlom z ne-združenostjo
- M Naknadno srečanje za odprti zlom tipa I ali II z nezrastlostjo
- N Naknadno srečanje za odprti zlom tipa IIIA, IIIB ali IIIC z nezrastlostjo
- P Naknadno srečanje za zaprti zlom s slabo zraslostjo
- Q Naknadno srečanje za odprti zlom tipa I ali II s slabo zraslostjo
- R Naknadno srečanjeza odprti zlom tipa IIIA, IIIB ali IIIC s slabo zraslostjo
- S Posledica

### S89.0, S89.1, S89.2, S89.3
Zlom, ki ni označen kot odprt ali zaprt, je treba kodirati kot zaprt 
- A Začetno srečanje za zaprti zlom
- D Naknadno srečanje za  zlom z rutinskim zdravljenjem
- G Naknadno srečanje za  zlom z zakasnelim zdravljenjem
- K Naknadno srečanje za  zlom z ne-zraslostjo
- P Naknadno srečanje za  zlom s slabo zraslostjo
- S Posledica

### T15 - T28, T33 - T85, T88
- A Začetno srečanje
- D Naknadno srečanje
- S Posledica

### V00 - V99, W00 - W99, X00 - X99, Y00 - Y04, Y08 - Y38
- A Začetno srečanje
- D Naknadno srečanje
- S Posledica